# Banu Subay
Els Banu Subay (o Banu Sabay) són una tribu de beduïns de l'Aràbia Saudita a la regió d'al-Arid, districte central del Nedjd, que habiten l'oasi d'Hair i rodalia al sud-sud-oest d'al-Ryadh a la unió del uadi Hanifa amb el Luha i el Buaydja. La fracció oriental considera l'oasi d'al-Khurma com la seva capital.